# Gregory Chudnovsky
Gregory Volfovich Chudnovsky (auch Choodnovsky; ukrainisch Григорій Вольфович Чудновський / Hryhorij Wolfowytsch Tschudnowskyj; russisch Григорий Вольфович Чудновский; * 17. April 1952 in Kiew, Ukrainische SSR) ist ein US-amerikanischer Mathematiker, der sich mit Zahlentheorie beschäftigt.
Chudnovsky, dessen Mutter Bauingenieurin war und mit ihren Söhnen nach New York zog, wuchs in der Ukraine auf. Noch als Gymnasiast veröffentlichte er mit 16 Jahren seine erste mathematische Arbeit und löste mit 17 Jahren Hilberts 10. Problem, etwa gleichzeitig mit Juri Matijassewitsch, der durch seine Arbeit 1972 bekannt wurde. Chudnovsky studierte wie sein Bruder David Chudnovsky, mit dem er in der Folge eng zusammenarbeitet, an der Universität Kiew (Diplom 1974) und promovierte 1975 am mathematischen Institut der Ukrainischen Akademie der Wissenschaften. Gregory Chudnovsky ist durch eine Krankheit schwerbehindert (Myasthenia gravis), und um eine bessere medizinische Versorgung zu gewährleisten, beantragte die Familie 1976 die Auswanderung, woraufhin sie ihre Arbeit verloren und Verfolgung durch den KGB ausgesetzt waren, beispielsweise wurde bei einer Gelegenheit seine Mutter auf der Straße zusammengeschlagen. Die Familie erhielt aber Unterstützung von ausländischen Mathematikern wie Edwin Hewitt, mit dem Chudnovsky 1976 in Kiew zusammenarbeitete und der einen US-Senator in der Angelegenheit mobilisierte, und sie erhielten auch Unterstützung durch Andrei Sacharow. 1977 konnten sie nach New York ausreisen, wo die Brüder an der Columbia University arbeiteten (bis in die 1990er Jahre nur als Senior Research Scientists). 1981 erhielt Gregory Chudnovsky für fünf Jahre eine hochdotierte MacArthur Fellowship. Trotz Bemühungen einflussreicher Mathematiker (Herbert Robbins schrieb in der Sache 1986 die Mitglieder der National Academy of Sciences an, und Mark Kac und Lipman Bers versuchten vergeblich private Sponsorengelder für einen Lehrstuhl aufzutreiben) bekamen die Chudnovskys zunächst keine ihren Fähigkeiten entsprechende permanente Anstellung an einer New Yorker oder überhaupt an einer US-amerikanischen Universität, was teilweise auf die Behinderung Gregory Chudnovskys und darauf zurückgeführt wurde, dass sie nur zusammen einen solchen Posten ausfüllen wollten.
Er ist zurzeit (2009) wie sein Bruder Professor am Polytechnic Institute der New York University. Bekannt wurden sie für mehrere Rekorde bei der Berechnung von Pi, die sie teilweise auf in ihrer Wohnung selbstgebauten Supercomputern („M zero“ genannt, anfangs mit 8 Prozessoren, er erreichte bis 2 Gigaflops Rechenleistung) Anfang der 1990er Jahre erzielten. Zuvor hatten sie im Frühjahr 1989 auf sich aufmerksam gemacht, als sie mit der Berechnung von 480 Millionen Stellen von Pi einen neuen Rekord aufstellten, in einem damals international geführten Wettbewerb, den zuvor das Team des Japaners Yasumasa Kanada von der Universität Tokio anführte, der einen Hitachi Supercomputer benutzte. Kanada konterte kurz darauf mit über 1 Milliarde Stellen, was aber schon Ende 1989 von den Chudnovskys überboten wurde. Mitte 1991 berechneten sie Pi auf 2 Milliarden 260 Millionen Ziffern und stellten die Rechnungen vorerst ein.
Für ihre Berechnungen von Pi benutzten sie einen von ihnen entwickelten Algorithmus (Chudnovsky-Algorithmus), eine Formel, die Pi als hypergeometrische Reihe angibt ähnlich solchen, die schon S. Ramanujan fand.
Nach ihrem ersten Heim-Supercomputer waren sie auch an weiteren Computerprojekten beteiligt. Mit Saed Younis (damals Student am MIT) und dem IBM-Supercomputer-Architekten Monty Denneau bauten sie kurz darauf den speziell für zahlentheoretische Rechnungen gebauten Little Fermat Computer am MIT. Gregory Chudnovsky war in erster Linie daran interessiert, Muster in der Ziffernfolge von Pi zu entdecken (er fand aber keine statistisch signifikanten Muster).
Chudnovsky leistete seit den 1970er Jahren wichtige Beiträge zur Theorie Transzendenter Zahlen und bewies unter anderem die Transzendenz des Wertes der Gammafunktion an der Stelle 1/4.
Ihre Hilfe bei der Restaurierung der Einhornteppiche des Metropolitan Museum of Art (in der digitalen Fotodokumentation) war Gegenstand eines PBS Fernsehfilms 2003.
Die Brüder erhielten unter anderem den französischen Prix Peccot-Vimont, mehrere Guggenheim Fellowships, den Preis der Moskauer Mathematischen Gesellschaft. 1994 erhielt Gregory Chudnovsky den George-Pólya-Preis. 1978 war er Invited Speaker auf dem Internationalen Mathematikerkongress in Helsinki (Algebraic independence of values of algebraic and elliptic functions).
1982 waren die Brüder Mitherausgeber der Gesammelten Werke von Sacharow bei Dekker.

## Schriften
- als Herausgeber mit David Chudnovsky: The Riemann Problem, complete Integrability and Arithmetic Applications. Proceedings of a Seminar, held at the Institut des Hautes Etudes Scientifiques, Bures-sur Yvette, France and at Columbia University, New York, USA, 1979–1980 (= Lecture Notes in Mathematics. 925). Springer, Berlin u. a. 1982, ISBN 3-540-11483-1.
- Contributions to the theory of transcendental numbers (= Mathematical Surveys and Monographs. 19). American Mathematical Society, Providence RI 1984, ISBN 0-8218-1500-8.
- als Herausgeber mit David Chudnovsky: Classical and Quantum Models of Arithmetic Problems (= Lecture Notes in Pure and Applied Mathematics. 92). Marcel Dekker, New York NY u. a. 1984, ISBN 0-8247-1825-9.
- als Herausgeber mit David Chudnovsky: Search theory. Some recent developments (= Lecture Notes in Pure and Applied Mathematics. 112). Marcel Dekker, New York NY u. a. 1989, ISBN 0-8247-8000-0.